# Auferstehungskirche (Arnoldstein)

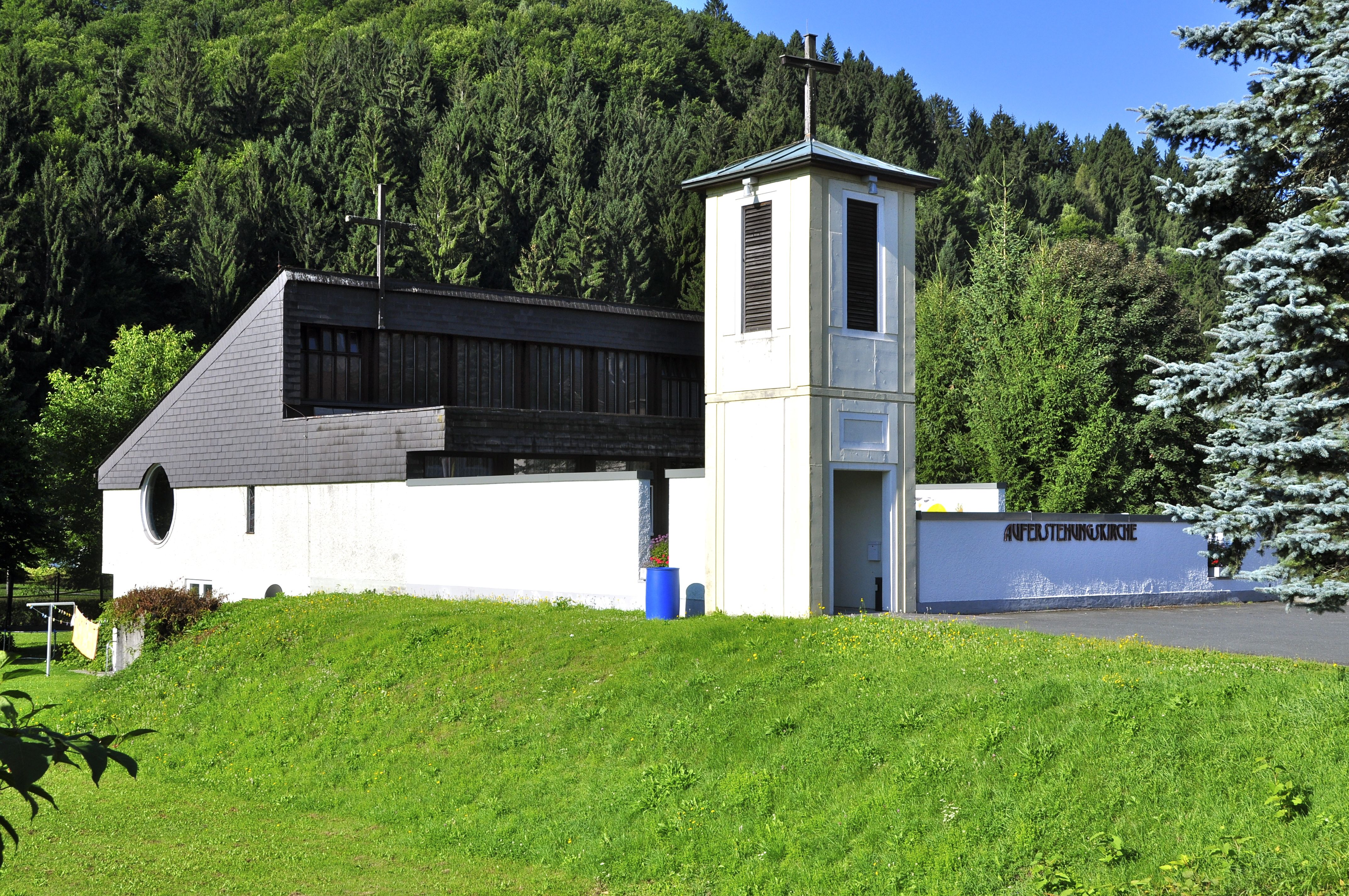
Auferstehungskirche Arnoldstein

Die Auferstehungskirche ist eine evangelische Kirche in der Marktgemeinde Arnoldstein in Kärnten. Sie gehört der Superintendentur Kärnten und Osttirol der Evangelischen Kirche A.B. in Österreich an.
Die evangelische Kirchengemeinde Arnoldstein wurde 1798 als Filialgemeinde der Evangelischen Kirche Agoritschach gegründet und 1969 zur selbständigen Pfarrgemeinde erhoben, der nun Agoritschach als Filialgemeinde zugeordnet wurde. Den 1970 eingeweihten Kirchenbau entwarf der als Kirchenarchitekt renommierte Stuttgarter Architekt Heinz Rall unter Mitarbeit von Bernhard Münch, Helmut Wurm. Das mit deutlichem Landschaftsbezug entworfene Bauensemble wird über einen ummauerten, durch einen Torturm zugänglichen Kirchhof erreicht. Der über rechteckigem Grundriss errichtete, asymmetrisch angelegte  Kirchenbau erfährt seine Belichtung durch ein pultdachartig angelegtes Sheddach.